# ترهان بی
تُرهان بی (انگلیسی: Turhan Bey؛ ۳۰ مارس ۱۹۲۲ – ۳۰ سپتامبر ۲۰۱۲) یک هنرپیشه اهل اتریش و ایالات متحده آمریکا بود.

## گزیدهٔ فیلم‌شناسی
- علی‌بابا و چهل دزد (۱۹۴۴)
- شب‌های عربی (۱۹۴۲)